# Tilden (Wisconsin)
Die Town of Tilden ist eine von 23 Towns im Chippewa County im US-amerikanischen Bundesstaat Wisconsin. Im Jahr 2010 hatte Town of Tilden 1485 Einwohner.
Town hat in Wisconsin eine grundlegend andere Bedeutung, als im übrigen englischsprachigen Bereich. Vielmehr entspricht sie den in den anderen US-Bundesstaaten üblichen Townships, die nach dem County die nächstkleinere Verwaltungseinheit bilden.

## Name

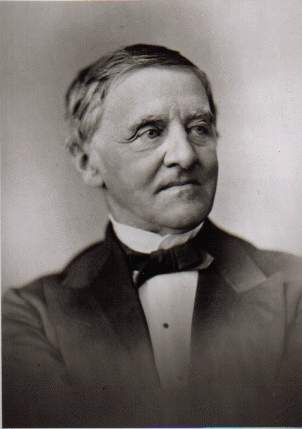
S. J. Tilden

Benannt ist die Stadt nach Samuel Jones Tilden (1814-1886), US-amerikanischer Politiker und Präsidentschaftskandidat.

## Geografie
Die Town of Tilden liegt im Westen Wisconsins und wird im Nordosten vom Duncan Creek durchflossen, einem rechten Nebenfluss des Chippewa River. Dessen Mündung in den die Grenze zu Minnesota bildenden Mississippi befindet sich rund 100 km südwestlich.
Die Koordinaten der geografischen Mitte der Town of Tilden sind 44°59′50″ nördlicher Breite und 91°26′43″ westlicher Länge. Sie erstreckt sich über eine Fläche von 93,4 km². 
Die Town of Tilden liegt im südwestlichen Zentrum des Chippewa County und grenzt an folgende Nachbartowns:
| Town of Cooks Valley | Town of Woodmohr                            |                        |
| Town of Howard       | Kompassrose, die auf Nachbargemeinden zeigt | Town of Eagle Point    |
|                      | Town of Wheaton                             | City of Chippewa Falls |

## Verkehr
Der vierspurig ausgebaute U.S. Highway 53 verläuft von Nord nach Süd durch das Gebiet der Town of Tilden. Daneben verlaufen noch die County Roads B, C, F, Q und S durch die Town. Alle weiteren Straßen sind untergeordnete Landstraßen oder  teils unbefestigte Fahrwege.
Durch den äußersten Südwesten der Town verläuft für den Frachtverkehr eine Eisenbahnstrecke der zur Canadian National Railway gehörenden Wisconsin Central.
Der nächste Flughafen ist der Chippewa Valley Regional Airport in Eau Claire (rund 20 km südlich).

## Bevölkerung
Nach der Volkszählung im Jahr 2010 lebten in der Town of Tilden 1485 Menschen in 546 Haushalten. Die Bevölkerungsdichte betrug 15,9 Einwohner pro Quadratkilometer. In den 546 Haushalten lebten statistisch je 2,71 Personen. 
Ethnisch betrachtet setzte sich die Bevölkerung zusammen aus 98,6 Prozent Weißen, 0,2 Prozent Afroamerikanern, 0,1 Prozent amerikanischen Ureinwohnern, 0,5 Prozent Asiaten sowie 0,3 Prozent aus anderen ethnischen Gruppen; 0,3 Prozent stammten von zwei oder mehr Ethnien ab. Unabhängig von der ethnischen Zugehörigkeit waren 0,4 Prozent der Bevölkerung spanischer oder lateinamerikanischer Abstammung. 
25,7 Prozent der Bevölkerung waren unter 18 Jahre alt, 61,2 Prozent waren zwischen 18 und 64 und 13,1 Prozent waren 65 Jahre oder älter. 46,7 Prozent der Bevölkerung war weiblich.
Das mittlere jährliche Einkommen eines Haushalts lag bei 68.417 USD. Das Pro-Kopf-Einkommen betrug 31.214 USD. 2,1 Prozent der Einwohner lebten unterhalb der Armutsgrenze.

## Ortschaften in der Town of Tilden
Auf dem Gebiet der Town of Tilden liegt neben Streubesiedlung noch die gemeindefreie Siedlung Tilden.